# Liste der Bezeichnungssysteme für militärische Luftfahrzeuge
Die Liste ist eine Zusammenstellung der Bezeichnungssysteme für militärische Luftfahrzeuge, die bei den Luftstreitkräften verschiedener Nationen im Einsatz waren oder aktuell noch verwendet werden.

## Deutschland
- RLM-Typenliste 1932–45
- Kaiserreich 1914–18

## Großbritannien
- Bezeichnungssystem für Luftfahrzeuge der britischen Streitkräfte
- Air Ministry Specification, Bezeichnungssystem für Ausschreibungen des Air Ministry

## Vereinigte Staaten von Amerika
- Bezeichnungssystem für Luftfahrzeuge der US-Streitkräfte vor 1962
- Bezeichnungssystem für Luftfahrzeuge der US Navy von 1922 bis 1962
- Bezeichnungssystem für Luftfahrzeuge der US Army von 1956 bis 1962
- Bezeichnungssystem für Luftfahrzeuge der US-Streitkräfte 1962–heute

## Japan
- Typenbezeichnungen der kaiserlich japanischen Marineflieger 1928–45